# 一夢庵風流記 前田慶次
『一夢庵風流記 前田慶次』（いちむあんふうりゅうき まえだけいじ）は、宝塚歌劇団のミュージカル作品。正式タイトルは、宝塚傾奇絵巻『一夢庵風流記 前田慶次』。脚本・演出を担当するのは大野拓史。

## 概要
2014年6月6日から7月14日（新人公演：6月24日（火）18:00開演）に宝塚大劇場、同年8月1日から8月31日（新人公演：8月14日（木）18:30開演）に東京宝塚劇場にて、雪組により上演。
宝塚歌劇団創立100周年の第5弾公演となる。
原作は隆慶一郎による歴史小説「一夢庵風流記」。戦
国時代末期、豊臣秀吉の隆盛期を舞台に、天下御免の傾奇者として名を馳せた前田慶次の生き方を、彼の恋と友情を軸に描く。併演はグランド・レビュー「My Dream TAKARAZUKA」。
当時、雪組トップ壮一帆、トップ娘役愛加あゆ、雪組男役未涼亜希らの退団公演である。

## スタッフ
宝塚大劇場公演
- 脚本・演出：大野拓史
- 作曲・編曲：高橋城、高橋恵
- 音楽指揮：御﨑惠
- 振付：山村若、西﨑峰
- 殺陣：清家三彦
- 装置：新宮有紀
- 衣装：河底美由紀
- 照明：氷谷信雄
- 音響：実吉英一
- 小道具：若林まいら
- 歌唱指導：楊淑美
- 映像：奥秀太郎
- 馬協力：片岡千藏、鎌田雅尋、宮田真志、出村吉識
- 演出補：鈴木圭
- 装置補：國包洋子
- 舞台進行：阪田健嗣

- 舞台美術製作：株式会社 宝塚舞台（併演作品と共通）
- 演奏：宝塚歌劇オーケストラ（併演作品と共通）
- 制作：角田泰久（併演作品と共通）
- 制作補：岡崎晃典（併演作品と共通）
- 制作・著作：宝塚歌劇団（併演作品と共通）
- 主催：阪急電鉄 株式会社（併演作品と共通）

参考資料：宝塚大劇場公演プログラム

## 主な配役
本公演
- 前田慶次：壮一帆
- まつ：愛加あゆ
- 奥村助右衛門：早霧せいな
- 二郎三郎：一樹千尋
- 豊臣秀吉：夏美よう
- 大政所なか：梨花ますみ
- 深草屋しげ：麻樹ゆめみ
- 雪丸：未涼亜希
- 加賀：舞咲りん
- 前田利家：奏乃はると
- 深草重太夫：夢乃聖夏
- 歌比丘尼：早花まこ
- 直江兼続：鳳翔大
- 加奈：大湖せしる
- 采女：沙月愛奈
- 黒田官兵衛：蓮城まこと
- 庄司又左衛門：香綾しずる
- 北条氏規：朝風れい
- 北政所ねね：千風カレン
- 幾島：此花いの莉
- 安田能元：透真かずき
- 葛城：雛月乙葉
- 左近：白渚すず
- 山上道休：央雅光希
- 国：透水さらさ
- 四井主馬：彩凪翔
- 小鳥逸平：大澄れい
- 初音：桃花ひな
- 笹丸：真那春人
- 孝蔵主：笙乃茅桜
- 深草重三郎：彩風咲奈
- 富田重政：帆風成海
- 小萩：舞園るり
- 願人坊主：久城あす
- 鷹丸：煌羽レオ
- 千代：天舞音さら
- 七軒茶屋かか：杏野このみ
- 上杉景勝：悠斗イリヤ
- 誾：寿春花果
- ふね：愛すみれ
- かる：星乃あんり
- 毛利輝元：桜路薫
- 庄司甚内：月城かなと
- 島津義弘：天月翼
- つね：花瑛ちほ
- かめ：白峰ゆり
- 柴田久太夫：和城るな
- とく：妃桜ほのり
- 捨丸：咲妃みゆ

新人公演
- 前田慶次：月城かなと
- まつ：有沙瞳
- 奥村助左衛門：永久輝せあ
- 二郎三郎：真條まから
- 豊臣秀吉：桜路薫
- 大政所なか：愛すみれ
- 深草屋しげ：星乃あんり
- 雪丸：煌羽レオ
- 加賀：天舞音さら
- 前田利家：天月翼
- 深草重太夫：真地佑果
- 歌比丘尼：咲妃みゆ
- 直江兼続：叶ゆうり
- 加奈：妃華ゆきの
- 采女：花瑛ちほ
- 黒田官兵衛：水沙瑠流
- 庄司又座衛門：久城あす
- 北条氏規：悠斗イリヤ
- 北政所ねね：寿春花果
- 幾島：白峰ゆり
- 安田能元：瀬南海はや
- 織田信長：叶海世奈
- 葛城：蒼井美樹
- 左近：彩月つくし
- 国：杏野このみ
- 四井主馬：橘幸
- 小鳥逸平：彩波けいと
- 初音：沙羅アンナ
- 笹丸：鳳華はるな
- 深草重三郎：和城るな
- 富田重政：水月牧
- 小萩：月華雪乃
- 願人坊主：諏訪さき
- 鷹丸：叶海世奈
- 千代：彩みちる
- ふね：華蓮エミリ
- かる：妃桜ほのり
- 庄司甚内：陽向春輝
- つね：夢乃花舞
- かめ：野々花ひまり
- 柴田久太夫：璃央じゅん
- 捨丸：星南のぞみ